# 프놈펜 압사 사고
프놈펜 압사 사고(크메르어: ការរត់ជាន់គ្នាទីក្រុងភ្នំពេញ)는 2010년 11월 22일 캄보디아 코픽섬에서 크메르 물 축제의 마지막인 보트 경주가 끝나고 사람들이 섬 북쪽 다이아몬드 게이트 다리로 몰려들어 약 1,000여명이 연쇄적으로 넘어지면서 서로서로 깔리면서 일어난 사고이다. 이 사고로 347명이 사망하고 750여 명이 부상당하였다.

## 배경
사고는 몬순이 끝나면서 반 년에 한 번씩 톤레사프호와 연결된 강의 흐름이 바뀌는 때를 축하하기 위해 열리는 물 축제에서 발생했다. 초기 보고에 따르면 축제 참가자들은 보트 경주와 콘서트를 보기 위해 톤레사프호까지 뻗어 있는 코픽섬에 모였다. 축제에 참가한 사람의 수는 400만 명 가량이었다.
크메르 물 축제에서 사망자가 발생한 것은 이 사건이 세 번째이지만, 사망자 수로는 단연 최악이었다. 2008년 축제에서는 보트에 타고 있던 다섯 명이, 2009년 축제에서는 한 명이 익사했다.

## 사건
사건이 발생한 것은 현지 시간 21시 30분(한국 시간 23시 30분, UTC 14시 30분)으로, 강을 가로지르는 다리 위였다. 목격자들에 따르면 사람들이 이미 사건 몇 시간 전부터 다리에서 옴싹달싹 못하고 있었으며, 피해자들은 사건이 발생하고도 몇 시간 뒤까지 다리에서 벗어나지 못했다. 이 사고로 347명이 사망하고 755명 이상이 부상을 입었다. 일부는 중상을 입었고 이 때문에 다수의 지역 병원에 피해자들이 몰려들어 수용 환자 수를 훨씬 초과하는 환자를 받아야 했다. 사망자 수가 456명으로 기재된 적도 있었으나 11월 25일 정부에서는 공식 사망자를 347명으로 집계했다. 이 집계는 당시 캄보디아 사회부 장관인 잇 삼 헹(Ith Sam Heng)의 발표에 기초한 것이다.

### 원인
목격자들에 따르면 사고 원인은 다음과 같다. "너무 많은 사람이 다리 위에 있었고...다리 양 끝에서 사람들이 서로를 밀고 있었다. 이로 인해 갑작스러운 공황 상태가 일어났다. (양 끝의 사람들이) 밀어서 중간의 사람들은 땅에 쓰러지고 짓밟혔다." 이 사고에서 벗어나기 위해 사람들이 전깃줄을 잡아 당겼고, 이 때문에 더 많은 사람들이 감전사하였다. 환자들을 치료한 의사 중 한 명이 사망자들의 주된 사인이 감전사와 질식사였다고 한 점도 이 주장을 뒷받침하였으나, 정부에서는 감전사에 대해서는 반박하였다.
프놈펜 포스트의 저널리스트는 경찰이 다리에 있는 사람들을 향해 물대포를 분사한 것이 사고의 원인이라고 지적했다. 경찰은 다리의 사람들이 물러나게 하기 위해 물대포를 쐈으나 오히려 다리가 흔들리면서 사람들이 패닉에 빠졌다는 것이다.
정보부 장관 키우 까냐리스(Khieu Kanharith)는 혼잡한 섬에서 몇몇 사람들이 의식을 잃으면서 패닉 상태가 시작된 것이 사고의 원인이라고 말했다.

## 반응
캄보디아 수상인 훈 센은 "이 비참한 일에 대해 동포와 희생자 유족들에게 조의를 표하고 싶다"라고 말했다. 그는 사건에 대한 조사를 명령하고 11월 25일을 애도의 날로 선언했다. 정부에서는 특별 위원회를 꾸려 증거와 목격자들의 증언을 토대로 조사를 진행할 것이라고 밝혔다. 11월 24일에 발표된 조사의 예비 보고서에서는 사고는 다리가 흔들리며 사람들이 패닉에 빠진 것이 원인이라고 기술하였다.
정부에서는 각 사망자 유족에게 500만 리엘(1,250달러)을, 부상자의 가족에겐 100만 리엘(250달러)을 지불하겠다고 밝혔다. 11월 24일에는 정부에서 사고로 사망한 사람들을 기리기 위한 불탑을 지을 것을 알렸다.
사건 다음날인 11월 23일에는 약 500명의 승려들이 사고 현장을 방문하여 사망자들을 위해 기도하였다.